# فاس بولمان
فاس بولمان (به عربی: فاس بولمان‌) یکی از مناطق مراکش بود که در شمال این کشور قرار داشت. این استان ۱۹٬۷۹۵ کیلومتر مساحت داشت و جمعیت آن در سال ۲۰۰۴ برابر با ۱٬۵۷۳٬۰۵۵ نفر بوده است. مرکز این منطقه شهر فاس است.